# Luc Bomans
Luc Bomans is een personage uit de Vlaamse soap Thuis dat gespeeld werd door Mark Willems van 1996 tot 2018. Hij maakte zijn intrede in aflevering 65 en stierf in aflevering 4430.

## Biografie
Luc is de jongste zoon van Florke en Staf Bomans. Hij heeft één broer, Frank.

### Rosa
Luc was in zijn jeugd verliefd op Rosa. Maar zij was niet goed genoeg voor Florke en Staf, de ouders van Luc, dus zagen ze elkaar stiekem. Tot Frank hen een keer samen zag en alles thuis verklikte. Het huis was te klein.
Door een misverstand, waar Frank ook nog voor iets tussen zat, dacht Luc dat Rosa het met iemand anders had. Mede hierdoor en doordat hij het thuis ook niet meer uithield, is hij naar Amerika vertrokken. Rosa was ontroostbaar.
In Amerika heeft Luc verschillende baantjes gehad en is hij uiteindelijk een pralinezaak begonnen. Dit liep zo goed dat hij moest uitbreiden. Hij had een verhouding met een zekere Florence. Maar toen hij doorkreeg dat zij en zijn nieuwe zakenpartner achter zijn rug om een verhouding met elkaar hadden, was voor hem de maat vol. Na 18 jaar keerde hij terug naar België.

### Leontien
Luc en Rosa vonden elkaar terug en hij woonde zo'n twee jaar bij haar in haar kapsalon. Hij ging werken bij Sanitair Vercammen waar Leontien de baas was. Zij zette haar zinnen op Luc en uiteindelijk heeft ze Rosa en hem uit elkaar kunnen krijgen. Samen gingen ze Sanitair Vercammen leiden.
Luc raakte passioneel verliefd op Simonne, die getrouwd was met zijn broer Frank, en heeft een tijdje met haar samengewoond. Toen Simonne opnieuw voor Frank koos, bleef hij haar lastigvallen en verkrachtte hij haar. Simonne werd  zwanger door de verkrachting van Luc ging vanwege haar geheugenverlies zwanger bij Luc wonen. Toen ze haar geheugen terugkreeg, klaagde ze Luc aan. Haar zwangerschap liep uit op een miskraam.
Uit 'dankbaarheid' voor haar getuigenis op zijn proces, gaf Luc zijn aandelen in het bedrijf Vercammen aan Leontien. Zo werd Luc financieel afhankelijk van haar. Hij trouwde met haar, maar bleef ondertussen in de ban van Isabelle Vinck. Samen met haar probeerde hij Leontien om het leven te brengen. Maar toen hij hoorde dat Leontien zwanger was, kwam hij tot inkeer en verijdelde hij Isabelles aanslag op Leontien.
Omdat Luc Franky, de zoon van Simonne en Frank, van een gewisse dood redde, was Simonne bereid Luc uiteindelijk te vergeven.

### Lowie
Leontien en Luc kregen samen een zoontje, Lowie. Luc slaagde erin om stap voor stap de liefde van Leontien terug te winnen. Maar toen Isabelle uit de inrichting ontsnapte en Lowie bedreigde leek de maat vol voor Leontien. Ze vertrok met hem naar het buitenland.
Ondertussen onderging Luc een carrièrewending. Hij startte samen met Werner een broodjeszaak: Ter Smissen Baget.
Na een half jaar kwam Leontien terug met Lowie. Luc en zij groeiden terug naar elkaar toe, tot hij opgepakt werd in een verkrachtingszaak. Uiteindelijk werd het duidelijk dat hij valselijk beschuldigd was en hij kwam terug vrij. Leontien nodigde Luc uit terug bij haar en Lowie te komen wonen. Hij deed niets liever.

### Eldorado
Luc en Leontien besloten samen in een nieuw zakelijk avontuur te stappen: het Eldorado-project. Dit was echter te groot voor hen alleen en ze vroegen Simonne en Frank met hun Sanitechniek erbij. Zij zagen er groot geld in en deden mee.
Door hun drukke werkzaamheden met het nieuwe project werd Marie steeds vaker ingeschakeld als babysit voor Lowie. Op een gegeven moment kreeg Lowie onder toezicht van Marie een ongeluk en moest hij een oogje missen. Luc moest zowel Lowie als Leontien opvangen, omdat Leontien de grootste moeite met Lowie had. Zij gaf Marie van alles de schuld, terwijl het voor iedereen duidelijk was dat het om een ongeluk ging.
Het Eldorado-project ging failliet, en daarmee gaan ook Sanitechniek en Vercammen failliet.

### Marie
Marie nam Sanitair Vercammen over na het faillissement. Luc kon haar aanbod om voor haar te werken niet weerstaan en ging met haar in zee.
Terwijl Leontien langzaam maar zekere uit een diep dal klom, werkte Luc zich op bij Marie Design, de nieuwe naam van Vercammen. Eerst nog met een geheime agenda. Hij had Leontien beloofd te proberen om het bedrijf opnieuw in handen te krijgen. Maar uiteindelijk begon hij een affaire met Marie.
Luc had dan wel voor Marie gekozen, maar Lowie weigerde hij op te geven. Hij beraamde samen met Marie een list om Leontien uit te schakelen, haar geld te krijgen en Lowie voor zich te winnen. Tijdens een gevecht tussen Leontien, Marie en Luc werd Luc zogenaamd vermoord door Marie. Zij moest daarna de schijn voor Leontien ophouden dat ze Luc samen vermoord hadden en voor de rest van de wereld dat Luc in Bulgarije was. Op het moment dat Leontien dacht dat ze doordraaide, doorzag Frank het plan en hielp Leontien samen met Lowie te vluchten naar Mexico.
Luc zat zonder Leontiens geld en zonder Lowie. Hij was razend en startte een verbeten zoektocht naar Leontien en Lowie. Ook zakelijk ging het van kwaad naar erger. Luc werd op de hielen gezeten door zijn schuldeisers en werd ook fysiek aangepakt. De relatie tussen Marie en Luc kwam onder spanning te staan. Uiteindelijk had ze er genoeg van en liet Luc in de steek. Ze verkocht Marie Design en verdween. Luc bleef met helemaal niets achter. Wat later kon hij aan de slag bij het nieuwe bedrijf van Mo: Sanitechniek. Bijna 20 jaar later blijkt dat Marie op dat moment zwanger was van Luc en ze baarde een kind van hem: Andreas Giebens.

### Franky
Luc wilde koste wat kost Lowie terug. Hij dacht dat Frank wist waar Leontien was en ten einde raad ontvoerde hij Franky. Uiteindelijk besefte hij toch waar hij mee bezig was en wilde Franky terugbrengen. Frank en Simonne hadden intussen de schuilplaats van Luc en Franky ontdekt. Op het moment dat de twee terug naar huis wilden, vielen Frank en Simonne binnen. Frank sloeg Luc knock-out zonder dat hij doorhad dat Luc tot bezinning was gekomen.
Franky heeft nog geprobeerd om zijn vader en Luc terug bij elkaar te brengen, maar hun relatie was op een dieptepunt beland.
Luc stal het geld van Mike Van Notegem nadat deze gearresteerd was. Femke ontdekte dat Luc het geld gestolen had nadat ze bijna door Mike vermoord was. De goede relatie tussen Femke en Luc die er altijd geweest was, was in één klap verzuurd. Luc probeerde met het gestolen geld het bedrijf van Leo te kopen. Femke stak hier een stokje voor. Uiteindelijk wist ze het geld terug te pikken van Luc en gaf het aan Leo.
Luc had al een lening bij de bank geregeld en nu hij het bedrijf van Leo niet kon kopen, zocht hij iets anders om te investeren. Mo zag het niet zitten dat Luc een potentiële concurrent zou kunnen worden en vroeg hem mede-eigenaar te worden van Sanitechniek. Deze kans liet Luc niet liggen.

### Sanitechniek en Waldek
Bij Sanitechniek werd een nieuwe loodgieter aangenomen: Kris. Zowel Mo als Waldek voelden iets voor haar. Waldek ging met Kris naar bed, maar Kris kreeg spijt. Luc wist van de affaire, maar zweeg tegen Rosa, Waldeks vrouw. De rivaliteit tussen Mo en Waldek veroorzaakte dat Waldek ontslag nam. Een grote klant dreigde met een schadeclaim als het werk niet snel naar tevredenheid vorderde. Waldek beloofde Luc om Sanitechniek nog één keer uit de brand te helpen. Op het laatste moment liet Waldek zich echter ompraten door Leo, die om chauffeurs verlegen zat. De schadeclaim kwam er dus en Luc was woest op Waldek. Hierdoor geleid vertelde hij Rosa over Waldeks slippertje met Kris.
Rosa zette Waldek aan de deur en om hem te pesten begon ze te flirten met Luc. Waldek eiste zijn plaats in Ter Smissen terug op en Rosa gaf hem de kamer naast die van Luc. Na het feest van de opening van de Noorderzon gingen Rosa en Luc met elkaar naar bed op zijn kamer. Waldek kon alles horen.
Op een gegeven moment pakte Luc in Ter Smissen onder de ogen van Waldek Rosa vast en kuste haar. Bij Waldek sloegen de stoppen door en hij sloeg Luc een blauw oog. Rosa verzorgde Luc en vanaf toen ging het geflirt snel over in verliefdheid.

### Franky
Luc had tegen de zin van Mo in Freddy Colpaert aangenomen. Wat later nam hij ook nog Bram Schepers als leerjongen aan. Bram bleek de plaaggeest van Franky te zijn. Freddy loog, stal en bedroog en werd uiteindelijk ontslagen. Bram verraadde Luc bij Mo en Kris. Hij vertelde hen dat Luc had geprobeerd Freddy opnieuw in dienst te nemen, terwijl zij in Marokko zaten. Nadat Mo ook nog te weten kwam dat Luc Franky in het zwart liet meewerken, daalde de sfeer op Sanitechniek tot onder het nulpunt.
Luc krijgt het voor elkaar dat Franky op leercontract komt bij Sanitechniek.

### Kris
Mo zat met de gedachte om terug te verhuizen naar Marokko en wilde daarom zijn aandelen verkopen. Luc deed een bod. Uiteindelijk ging de verhuis naar Marokko niet door, omdat Kris hem niet wilde volgen. Dit was de eerste keer dat Luc naast de aandelen greep. Uiteindelijk verkoopt Mo de helft van zijn aandelen aan Kris. En dit was de tweede keer dat Luc misgreep, wat hem niet bevalt.
Mo nam dan ook nog eens de mentaal gehandicapte broer van Kris, Bruno, aan. Het zinde Luc totaal niet dat Bruno was aangenomen. Niet alleen omdat hij Mo en Kris totaal onprofessioneel vond, maar ook omdat hij gevaren voor de jongen zag die Mo en Kris blijkbaar niet zagen of niet wilden zien.
Uiteindelijk ging het dan verschrikkelijk mis met Bruno. Op een werf viel hij in een liftkoker. Hij overleefde dit niet. Luc blijft volhouden dat het een ongeluk was.

### Freddy
Wanneer Waldek en Rosa samen bij Sanitechniek werken, ziet Luc dat beiden weer toenadering zoeken. Uit jaloezie probeert hij Rosa en Waldek zo veel mogelijk uit elkaar te houden. Uiteindelijk kan Luc, met behulp van Freddy, Waldek er in luizen om een slechte beurt te maken bij Rosa. Luc is eveneens de ruzie tussen Bram en Franky beu (sinds Franky zijn liefde aan Bram verklaarde) en hij neemt het op voor Franky wanneer die uit de kast komt. Dit tot tegenzin van zijn broer Frank. Freddy maakt later bekend dat Waldek in de val werd gelokt. Hierdoor weigert Rosa haar jawoord te geven in het gemeentehuis. Luc is teleurgesteld en kwaad. Hij loopt Freddy daarna tegen het lijf en ze maken ruzie. Tijdens de ruzie komt Freddy ten val, en sterft. Dit was geen doelgerichte aanval van Luc.

### Julia
Ondertussen blijkt dat Luc een oogje heeft op Julia. Luc zoekt constant toenadering tot Julia. En dat blijkt zijn vruchten af te werpen; de vonk slaat over. Katrien blijft echter wat problemen hebben met de relatie tussen haar moeder en Luc. Julia kan zelfs héél eventjes zorgen voor een verzoening tussen de eeuwige rivalen Frank en Luc. Luc stijgt helemaal in achting bij Paulien, wanneer hij voor haar de verhuis naar Los Angeles financiert. Wat later zorgt hij er samen met Katrien voor dat ook Julia naar Amerika kan om haar dochter te bezoeken. Wanneer er een gasontploffing plaatsvindt in zijn appartement is hij genoodzaakt om in te trekken bij Katrien. Niet veel later start hij een relatie met Julia.
Luc is verrast wanneer op een dag zijn zoon Lowie terug is. Omdat Leontien is omgekomen in een verkeersongeval en Lowie nog geen 18 jaar is, werd de voogdij terug aan Luc toegewezen. De notaris overhandigt Frank en Simonne een brief van Leontien met het hele verhaal waarom ze destijds is gescheiden en vertrokken. Deze brief moet aan Lowie worden overhandigd op zijn achttiende verjaardag. Zonder dat Simonne het weet, geeft Frank de brief toch aan Luc in ruil voor aandelen van Sanitechniek. Zo komt Frank in bezit van 50% van de aandelen. Wat Luc niet weet, is dat Frank vooraf de brief veelvuldig heeft gekopieerd. Wanneer Luc dit verneemt, wil hij wraak nemen. Nadat Lowie in café Frens in coma geraakt omwille van overmatig alcoholgebruik, verklaart hij dat Franky hem whisky-cola gaf. In werkelijkheid had Lowie zelf de flessen whisky binnengesmokkeld. Hoewel Luc achter de waarheid komt, beslist hij om deze te verbergen. Zo hoopt hij dat de politie café Frens zal sluiten omdat er sterke drank werd verkocht aan minderjarigen uit winstbejag. Echter zijn er onvoldoende bewijzen en krijgen Franky en Jens enkel een kleine administratieve boete.

### Jack
Luc krijgt achterdocht wanneer een fabrikant verklaart dat een teruggezonden defecte waterkraan namaak is. Daarop start hij een onderzoek en komt tot de conclusie dat Frank en Eddy een zwendel hebben opgestart in namaakproducten. Nog steeds uit wraak laat hij vanaf dan Frank alle echtheidscertificaten ondertekenen. Zo hoopt hij buiten schot te blijven mocht de zwendel ooit aan het licht komen. Nadat Frank stopt met de zwendel, wordt Eddy door Luc verplicht om met hem verder te doen. Op een dag krijgt Jana Blommaert een koolstofmonoxidevergiftiging ten gevolge van een namaakboiler waardoor haar ongeboren baby Jack sterft. Luc en in het begin ook Frank verklaren aan de politie niet op de hoogte te zijn van de zwendel waardoor alles in de schoenen van Eddy wordt geschoven. Even later gaan ze, op vraag van Frank, samen naar de politie. Daarin bekent Frank ook te hebben meegedaan aan de zwendel, maar ook dat hij gestopt was vóór het boilerongeval. Luc daarentegen blijft opnieuw elke betrokkenheid ontkennen. Hij probeert Frank en Eddy met zijn valse verklaringen erin te luizen door o.a. zelfs te beweren dat hij de zwendel probeerde tegen te houden. Simonne overhandigt uit wraak een kopie van de brief van Leontien aan Julia en Lowie. Na het lezen van deze brief wordt Luc door hen buitengegooid. Luc probeert vanaf dan Lowie te overtuigen om met hem mee naar het buitenland te vertrekken. Wanneer Lowie uiteindelijk op het punt staat op zijn verzoek in te gaan, komt hij van Jana de rol van Luc in de namaakzwendel te weten. Net als bij Bram slaan bij Lowie de stoppen door.

### Withoeve
Na de trouw van Peggy en Peter wordt Luc neergeslagen teruggevonden. Het lijkt erop dat hij dood is. Zo goed als iedereen kan de dader zijn, omdat velen te weten waren gekomen dat hij van de namaak afwist en dit verzweeg om zo zelf meer geld te verdienen.
De aanslag blijkt gepleegd te zijn door zijn zoon Lowie. Om die te beschermen deed Luc alsof hij geheugenverlies had. Maar Lowie wilde voor zijn fout opdraaien, biechtte op en kreeg een werkstraf. Luc biechtte na enige tijd ook zijn betrokkenheid op. Hij kreeg een tweede kans en moest een dikke geldboete betalen, maar kon bij niemand nog vriendschap vinden. Hij heeft er zich maar bij neergelegd en hij vertrok. Tot ieders verbazing duikt hij plots terug op als de nieuwe eigenaar van de hoeve waarin de Zus & Zo en Taxi Leo gevestigd zijn. Hij start er nog een eigen bedrijf, Bomans Events & Projects, waarmee hij evenementen organiseert. Samen met Peter richt hij een project op: Withoeve. Hiermee willen ze streekproducten verkopen in de Zus & Zo. Paulien ontwierp het logo.
Doordat hij baas werd in de Zus & Zo, waar Julia op dat moment werkte, kon hij ook steeds gemakkelijker haar aandacht trekken. Uiteindelijk werden ze weer een koppel en trouwden.
Een tijdje later blijkt dat Luc fraudeert met de betalingen van Bomans Events & Projects. Hij betaalt de leveranciers voor de Withoeve steevast te veel en steekt het verschil in eigen zak, waarbij hij een percentje aan de leveranciers laat. Uiteindelijk smeedt Peter een plan waardoor de fraude aan het licht komt. Luc moet nu alles wat van hem is aan Peter en Femke afstaan.

### Einde?
Luc krijgt het niet gemakkelijk. Julia gooit hem buiten en Lowie wil niets meer met zijn vader te maken hebben nadat hij ontdekte dat Luc, via een privé-detective, Leontien wel degelijk heeft gevonden in Mexico en dat hij rechtstreeks verantwoordelijk is voor haar dood. Op het jubileum van Frank en Simonne willen de Kabouters de genodigden enkele kiekjes uit Franks jeugd tonen. Luc heeft de videoband op een of andere manier vooraf in handen gekregen en heeft een extra scène toegevoegd waarin hij zijn spijt betuigt aan zijn familie en kennissen. Terwijl de feestvierders dit fragment bekijken, tracht Luc zichzelf op te hangen in een van de zalen van het gebouw. Lowie en Frank zijn net op tijd om hem te redden. Luc belandt in het ziekenhuis, waar Lowie constant bij hem blijft. Ook Frank is aangedaan van de zelfmoordpoging. Luc komt erdoor, maar wordt nooit meer de oude. Zijn spraak zal nooit meer volledig herstellen en hij is aan een rolstoel gekluisterd, vanwege een verlamming. Hij is dus erg hulpbehoevend, maar kan rekenen op steun van familie, vrienden en de zorginstelling. Julia probeert hem uit wraak nog te vergiftigen, maar haar poging mislukt. Uiteindelijk raakt Luc levensmoe en schreeuwt om euthanasie. Frank en Lowie gaan nog een laatste keer met hem op reis. Op 9 mei 2018 stierf hij onverwacht tijdens de laatste reis.
Jaren later blijkt dat Luc nog een ander kind had: Andreas Giebens, bij zijn minnares Marie Van Goethem.